# Chen Kun
Chen Kun, detto anche Aloys (caratteri cinesi: 陳坤; pinyin: Chén Kūn; Chongqing, 4 febbraio 1976), è un attore e cantante cinese, che attualmente risiede a Pechino.
Uno dei suoi ruoli più conosciuti dal pubblico internazionale è stato quello per il film Balzac e la piccola sarta cinese.
Dopo aver avuto una prolifica carriera da attore a partire dal 1999, Chen Kun ha pubblicato il suo primo album, Osmosis, nel 2004, ben accolto da pubblico e critica. Nel 2006 si è cimentato per la prima volta con il genere R&B, nel suo secondo album To Come True Again, pubblicato in maggio.
Prima di studiare Recitazione all'università per diventare attore, Chen Kun era un cantante di musica cinese tradizionale. Dopo la laurea, però, si è dedicato a film e serie televisive fino al 2004.
Nel 2008 ha recitato nella serie televisiva di Hong Kong C'est La Vie, Mon Cheri, prodotta dal canale televisivo TVB e conosciuta anche come Endless Love. La sua controparte femminile era Fiona Sit.

Nello stesso anno, ha partecipato insieme a decine di altri artisti provenienti da ogni regione cinese alla canzone Beijing Huanying Ni, tema delle Olimpiadi di Pechino 2008.

## Filmografia
- Beautiful Accident(2017)
- Huo guo ying xiong (2016)
- Mojin-The Lost Legend (2015)
- Zhong Kui: Snow Girl and the Dark Crystal (2015)
- Young Detective Dee: Rise of the Sea Dragon (2014)
- bends (2013)
- Painted Skin: The Resurrection (2012)
- Hsue-shen Tsien (2012)
- Flying Swords of Dragon Gate (Long men fei jia), regia di Tsui Hark (2011)
- Mulan (2009)
- Founding of the Nation (2009)
- Painted Skin (2008)
- Playboy Cops (2008)
- The Door (2006) (post produzione)
- Li fa shi, conosciuto anche come The Music Box (2006)
- The Knot (2006)
- Lian Ai zhong de Bao Bei, conosciuto anche come Baober in Love (2004)
- Yuan yang hu die, conosciuto anche come Westlake Moment (2004)
- Kongshoudao shanu zu, conosciuto anche come Kungfu Girls (2003)
- Xiao ca feng, conosciuto anche come Balzac e la piccola sarta cinese (2002)
- Guoge, conosciuto anche come National Anthem (1999)

### Serie televisive
- "The Rise of Phoenixes凰权.弈天下"(2018)
- "Get Free脱身者"(2018)
- "Remembrance Of Dreams Past(2009)
- "The Zhu's Garden"(2009)
- Qing Zheng Jin Sheng (The Life Proved By Love) (2008)
- Endless Love (C'est La Vie, Mon Cheri) (2008)
- The Conquest (2007)
- Legend of Heroic Duo
- The True Princess (天下有情人之名扬花鼓)
- Vancouver (CCTV, 2003)
- The Story of a Noble Family
- Pink Ladies
- Shuang Xiang Pao
- Hao Xiang Tan Lian Ai
- Chang Jian Xiang Si
- Yin Xie Dao
- Hong Se Di Tan Hei Se Meng
- Business Family
- Fei Ni Bu Ke (CCTV, 2002)
- Love In Sunshine
- Love Story in Shanghai (2000)